# Chevrolet Kingswood
 (novembre 2021).
La Chevrolet Kingswood est une voiture familiale à 4 portes produite par Chevrolet en 1959 et 1960, puis de 1969 à 1972 construite sur la plate-forme GM B Body.

## 1959-1960
Pour la deuxième fois en autant d'années, Chevrolet a de nouveau proposé une voiture totalement nouvelle. De l'avant ou de l'arrière, les Chevrolet de 1959 ne ressemblaient à rien d'autre sur la route. Des phares, placés aussi bas que la loi le permet, aux feux arrière à œil de chat, la Chevrolet de 1959 était une toute nouvelle voiture avec une toute nouvelle tôle. Le nouveau changement le plus visuel a été les ailerons plats en forme d'aile. La voiture était construite sur un empattement de 3 000 mm et mesurait 5 400 mm, soit 280 mm de plus que le modèle de 1957. Cela fait des Chevrolet les voitures les plus longues de la gamme à bas prix, alors qu'elles étaient les plus courtes deux ans auparavant. De plus, la voiture était plus large de 76 mm à l'extérieur et avait 130 mm de plus de largeur à l'intérieur qu'en 1958, grâce à la réduction de l'épaisseur de la porte. Le cadre GM X Frame n'avait pas de rails latéraux.
Le nouveau Kingswood a été présenté comme modèle de milieu de gamme full-size à 4 portes et 9 places seulement, avec le siège de la 3e rangée orienté vers l'arrière de série. Il était positionné entre le Parkwood 6 places et le Nomad (maintenant basé sur l'Impala), toujours au sommet, à six places. Les breaks étaient toujours classés par eux-mêmes, mais avaient des numéros de modèle correspondant au modèle berlines. Chevrolet a éliminé ses modèles Yeoman d'entrée de gamme basés sur la Delray. Le Brookwood basé sur la Biscayne est devenu le modèle de break le moins cher de Chevrolet. Les Brookwood étaient désormais disponibles dans les styles de carrosserie à deux ou quatre portes, tous deux en configuration à six places seulement. Les nouveaux breaks Parkwood 6 places et les nouveaux breaks Kingswood 9 places portaient le numéro de modèle de la Bel Air, et en tant que tels, étaient des breaks de milieu de gamme. Une variété d'options de vitesse, telles que l'injection de carburant, des cames spéciales et une compression réduite, ont donné des puissances jusqu'à 319 ch (235 kW). Le Nomad était toujours le meilleur break Chevrolet. Un voyant de frein de stationnement était en option. Sous le capot, peu de changements ont eu lieu pour les Chevrolet de 1959.
Peu de modifications ont été apportées pour 1960. Les nouveaux modèles étaient des raffinements du style de 1959 avec une extrémité avant beaucoup plus sobre, le retour des feux arrière à double cônes de 1958 plutôt que les surprenants « yeux de chat » de 1959. Sous le capot, les choses restaient constantes. L'injection de carburant n'était plus disponible mais avec le moteur de 5 703 cm3, une puissance de 340 ch (250 kW) à 5 800 tr/min était désormais atteinte. Cela impliquait l'utilisation de trois carburateurs à double corps, une came spéciale et un taux de compression de 11,25:1, tous vendus comme un ensemble.

### Moteurs
Les acheteurs pouvaient commander n'importe quel moteur et transmission, y compris le V8 348 et les moteurs V8 283 à injection de carburant.
- Blue Flame I6 235 (3,9 L)
- Turbo Fire V8 OHV 283 (4,6 L) de 198 ch (145 kW) à 294 ch (216 kW)
- W-series Turbo Thrust V8 big block 348 (5,7 L) de 253 ch (186 kW) à 355 ch (261 kW)

### Sécurité
Les Kingswood de 1959 et 1960 de Chevrolet (ainsi que le reste de la gamme full-size de Chevrolet) comportaient toujours le cadre cruciforme Safety-Girder de Chevrolet introduit en 1958. Similaire dans la disposition au cadre adopté pour la Cadillac de 1957, il comportait des rails latéraux en caisson et une traverse avant en caisson qui s'inclinait sous le moteur, ces X-frames ont été utilisés sur d'autres Chevrolet de 1958 à 1964, ainsi que sur les Cadillac. L'arrière était attaché ensemble par une traverse de section de canal. Cette conception a ensuite été critiquée comme offrant moins de protection en cas de collision latérale, mais elle persisterait jusqu'en 1965.

### Arrêt et remplacement
General Motors a abandonné la plaque signalétique de la Chevrolet Kingswood après seulement deux ans. Pour 1961, ils ont offert une option de neuf places de troisième rangée sur le Brookwood pour combler le vide. Les plaques nominatives Brookwood, Parkwood et Nomad ne sont parties que pour 1962, au lieu de cela, les breaks portent le nom de leur série : Biscayne (remplaçant directement du Brookwood), Bel Air et Impala. Les breaks Biscayne, Bel Air et Impala de 1962 à 64 étaient très similaires aux modèles de breaks Chevrolet de 1961.

## 1969-1972

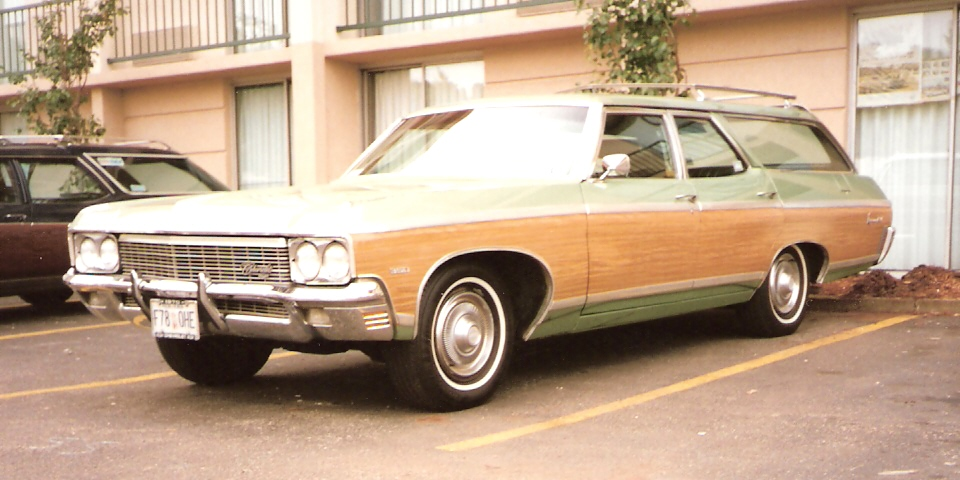
Chevrolet Kingswood Estate de 1970

Le nom Kingswood est revenu pour l'année modèle 1969. Il était basé sur l'Impala et n'était disponible qu'avec un V8. Il se situait dans la gamme au-dessus du Chevrolet Townsman ; un modèle Kingswood Estate basé sur la Caprice a été ajouté en haut de gamme avec des panneaux extérieurs en similibois. Tout au long de cette période, le Kingswood était disponible en modèles à deux et trois places ; une lunette arrière à commande électrique était initialement un équipement standard pour ce dernier et en option pour le premier. Pour 1971, la lunette arrière électrique est devenue la norme pour les deux modèles.
Au milieu de l'année-modèle 1971, la transmission Turbo-Hydramatic est devenue la norme et la transmission manuelle à trois vitesses a été supprimée. Un Turbo-Hydramatic avait été posé sur presque tous les Kingswood construits à la fin des années 1960 et au début des années 1970.
Pour 1973, Chevrolet a éliminé le Kingswood Estate / Kingswood, ainsi que les noms Townsman et Brookwood, pour ses break full-size ; ils ont alors utilisé les noms Bel Air, Impala et Caprice de leurs homologues berlines.